# Миндовг
Миндовг (око 1200 - 1263) је био последњи велики кнез Литваније (1236—1251) и први краљ Литваније (1251—1263).
Литвански велики кнез је постао 1236. године, наследивши на престолу свог старијег брата Довспрунка. Борио се против крсташа, који су 1200. године продрли до Западне Двине, са намером да Литванце и Летонце преобрате у хришћане. Алберт, кога је папа наименовао за епископа Ливоније, основао је тамо град Ригу и створио у својим областима витешки ред Мачоносаца, коме је била дужност да покори домороце, па да шири и учвршћује хришћанство. И поред очајничког отпора, читава Ливонија је ускоро у рукама Немаца, који се окрећу ка суседним руским земљама, ка Полоцкој кнежевини и области Новгорода. Други један немачки витешки ред, Тевтонски ред, учврстио се на руском земљишту, на ушћу Њемена и Висле.
Пред овим двоструким надирањем, разједињена литванска племена образују ратничке заједнице; нападнуте, те заједнице одступају на исток, те сад оне заузимају граничне руске области, између осталих и област Новгорода. Миндаугас је, ипак, заустављен у даљем продору до Новгорода. За то време монашки редови Мачоносаца, Крстоносаца и Тевтонаца су се утврдили у пределима финских племена Ливонаца и Естонаца, дуж обале Ришког Залива, па су се постепено раширили и у басену реке Прегела и све до Мазурских Језера, одазвавши се на позив пољског кнеза Конрада Мазовског и уништивши литванско племе Пруса.
Ови »божји дворјани«, како су се сами звали, ударили су и на Русију и године 1241. освојили Псков и Изборск. Ту се јавио новгородски кнез Александар са својом војском, те је Мачоносце на леду Чудског Језера потпуно потукао, а потом из Новгорода потиснуо и Миндаугаса. На тај је начин 5. априла 1242. године заустављено напредовање Немаца у руске пределе. По примеру и трудом Немаца почела су да се постепено буде и да се уједињују разна литванска племена у басену Њемена. Она почесто наваљују на руске пределе, али је Александар одбио и њихове навале.
Потом је Миндаугас објавио рат Галицији-Волинији у коме, и поред сукоба у самој Галицији, није добро прошао.
Иако је био поражен у рату са Галицијом-Вилинијом, била је створена створена моћна Литванска држава и Миндаугас је, 1251. године, крштен, да би се ублажили притисци запада и спречио крсташки рат против огромне Литванске државе. Он је чак и 1253. године добио краљевску круну од папе Иноћентија IV.
После добијања краљевске круне он полази у рат против руских државица на истоку, али са сукобљава и са Монголима.
Крајем педесетих година XIII века крсташи су закорачили у Жемајтију узрокујући локалну побуну. Миндаугас је подржао побуњенике и вратио се својим паганским обичајима, због чега је и убијен 1263. године. Наследио га је нећак Тројнат.
По њему се зове Куп краља Миндовга у кошарци.

## Породично стабло
|  |            |  |  |  |  |  |  |  |  |  |  |  |  |  |  |  |
|  | 2. Ригнолд |  |  |  |  |  |  |  |  |  |  |  |  |  |  |  |
|  |            |  |  |  |  |  |  |  |  |  |  |  |  |  |  |  |
|  |            |  |  |  |  |  |  |  |  |  |  |  |  |  |  |  |
|  | 1. Миндовг |  |  |  |  |  |  |  |  |  |  |  |  |  |  |  |
|  |            |  |  |  |  |  |  |  |  |  |  |  |  |  |  |  |
|  |            |  |  |  |  |  |  |  |  |  |  |  |  |  |  |  |
|  | 3.         |  |  |  |  |  |  |  |  |  |  |  |  |  |  |  |
|  |            |  |  |  |  |  |  |  |  |  |  |  |  |  |  |  |
|  |            |  |  |  |  |  |  |  |  |  |  |  |  |  |  |  |